# Новосёлово (Нижнешарденгский сельсовет)
Новосёлово — деревня в Великоустюгском районе Вологодской области.
Входила в состав Нижнешарденгского сельского поселения, с точки зрения административно-территориального деления — в Нижнешарденгский сельсовет. В результате объединения Нижнешарденгского сельского поселения с Трегубовским входит в состав Трегубовского сельского поселения с административным центром в деревне Морозовица.
Расстояние по автодороге до районного центра Великого Устюга — 24 км, до бывшего центра муниципального образования Пеганово — 1 км. Ближайшие населённые пункты — Пеганово, Немоново, Елакино.
По переписи 2002 года население — 7 человек.